# Anna Unger
Anna Unger z d. Körner (ur. 2 maja 1944 w Klingenthal) – niemiecka biegaczka narciarska reprezentująca NRD, srebrna medalistka mistrzostw świata.

## Kariera
Jej olimpijskim debiutem były igrzyska olimpijskie w Grenoble w 1968 roku. Zajęła tam 16. miejsce w biegu na 5 km oraz 22 w biegu na 10 km. Cztery lata później, podczas igrzysk olimpijskich w Sapporo jej najlepszym indywidualnym wynikiem było 20. miejsce w biegu na 10 km. Ponadto wraz z koleżankami z reprezentacji zajęła szóste miejsce w sztafecie 3 × 5 km.
W 1970 roku wystartowała na mistrzostwach świata w Vysokich Tatrach. Osiągnęła tam największy sukces w swojej karierze wspólnie z Renate Fischer i Gabriele Haupt zdobywając srebrny medal w sztafecie.

## Osiągnięcia

### Igrzyska olimpijskie
| Miejsce | Dzień     | Rok  | Miejscowość | Konkurencja             | Czas biegu | Strata   | Zwyciężczyni     |
| ------- | --------- | ---- | ----------- | ----------------------- | ---------- | -------- | ---------------- |
| 22.     | 9 lutego  | 1968 | Grenoble    | 10 km stylem klasycznym | 36:46,5    | +3:50,3  | Toini Gustafsson |
| 16.     | 13 lutego | 1968 | Grenoble    | 5 km stylem klasycznym  | 16:45,2    | +45,5    | Toini Gustafsson |
| 20.     | 6 lutego  | 1972 | Sapporo     | 10 km stylem klasycznym | 34:17,82   | +2:27,42 | Galina Kułakowa  |
| 28.     | 9 lutego  | 1972 | Sapporo     | 5 km stylem klasycznym  | 17:00,50   | +1:12,69 | Galina Kułakowa  |
| 5.      | 12 lutego | 1972 | Sapporo     | Sztafeta 3 × 5 km       | 48:46,15   | +2:12,30 | ZSRR             |

### Mistrzostwa świata
| Miejsce | Dzień     | Rok  | Miejscowość   | Konkurencja            | Czas biegu | Strata   | Zwyciężczyni      |
| ------- | --------- | ---- | ------------- | ---------------------- | ---------- | -------- | ----------------- |
| 11.     | 16 lutego | 1970 | Wysokie Tatry | 5 km stylem klasycznym | 18:07,89   | +1:05,09 | Alewtina Oliunina |
| 2.      | 20 lutego | 1970 | Wysokie Tatry | Sztafeta 3 × 5 km      | 54:32,18   | +37,47   | ZSRR              |